# Équipe de Panama masculine de volley-ball
Cet article traite de l'équipe masculine. Pour l'équipe féminine, voir Équipe de Panama féminine de volley-ball.
L'équipe de Panama de volley-ball est composée des meilleurs joueurs panaméens sélectionnés par la Fédération Panaméenne de Volleyball. Elle est actuellement classée au 42e rang de la FIVB au 4 janvier 2012.

## Sélection actuelle
Sélection pour les qualifications aux Championnats du monde 2010.

Entraîneur :  Jose A. Remon B. ; entraîneur-adjoint :  Rodolfo Olivares

## Palmarès et parcours

### Palmarès
Néant.

### Parcours

#### Championnats du monde
| - 1949 : Non qualifié - 1952 : Non qualifié - 1956 : Non qualifié - 1960 : Non qualifié - 1962 : Non qualifié - 1966 : Non qualifié - 1970 : Non qualifié - 1974 : 24e - 1978 : Non qualifié - 1982 : Non qualifié | - 1986 : Non qualifié - 1990 : Non qualifié - 1994 : Non qualifié - 1998 : Non qualifié - 2002 : Non qualifié - 2006 : Non qualifié - 2010 : Non qualifié |

#### Championnat d'Amérique du Nord
| - 1969 : 7e - 1971 : Non qualifié - 1973 : Non qualifié - 1975 : Non qualifié - 1977 : Non qualifié - 1979 : Non qualifié - 1981 : 9e - 1983 : Non qualifié - 1985 : 7e - 1987 : 7e | - 1989 : Non qualifié - 1991 : Non qualifié - 1993 : Non qualifié - 1995 : Non qualifié - 1997 : Non qualifié - 1999 : Non qualifié - 2001 : Non qualifié - 2003 : 6e - 2005 : 7e - 2007 : Non qualifié | - 2009 : 8e - 2011 : Non qualifié |

#### Coupe Pan-Américaines
| - 2006 : 7e - 2007 : 7e - 2008 : Non qualifié - 2009 : 7e - 2010 : Non qualifié - 2011 : 10e |

#### Jeux d'Amérique centrale et des Caraïbes
| - 1930 : ? - 1935 : ? - 1946 : ? - 1950 : ? - 1954 : ? - 1959 : ? - 1962 : ? - 1966 : ? - 1970 : ? - 1974 : ? | - 1978 : ? - 1982 : ? - 1986 : ? - 1990 : ? - 1993 : ? - 1998 : ? - 2002 : ? - 2006 : non participant - 2010 : 5e |